# Петер О. Хотевиц
Петер О. Хотевиц (на немски: Peter O. Chotjewitz) е немски писател, преводач и юрист, автор на романи, разкази и радиопиеси.

## Биография
Петер О. Хотевиц е роден през 1934 г. в Берлин в семейството на художник-приложник и чиновничка. В края на 1945 г. семейството се мести в северен Хесен, където до 1955 г. Хотевиц живее на село.
Учи в гимназия и от 1948 до 1950 г. се обучава за бояджия и завършва с изпит за правоспособност. Наред с това учи в Касел във вечерна гимназия и през 1955 г. полага матура.
После следва право в университетите на Франкфурт на Майн и Мюнхен. От 1961 г. е стажант в „Берлинския върховен съд“. Започва второ следване по публицистика, история и философия в Свободния университет на Берлин. През 1965 г. полага нужния втори юридически държавен изпит.
След това живее като писател на свободна практика.
От 1976 до 1973 г. пребивава в Рим като стипендиант на „Villa assimo“, а после се завръща във ФРГ.
През декември 1969 г. установява контакт с основателите на терористичната организация Фракция Червена армия Андреас Баадер и Гудрун Енслин по време на техния престой в Италия. Когато през април 1970 г. Баадер е арестуван в Берлин, той се легитимира с паспорт на името на Петер Хотевиц. По-късно Хотевиц е защитник на Баадер в процеса срещу него.
В ранната си литературна дейност Хотевиц създава експериментални текстове, в които използва колажи и монтажна техника. През 70-те години преминава към лявоангажирано, реалистично творчество.
Освен собствените му произведения, от значение са преводите му от италиански – пресъздава на немски почти всички пиеси на Дарио Фо.
Последната му творба, романът „Моят приятел Клаус“ („Mein Freund Klaus“), излиза през 2004 г.
От 1995 г. писателят живее в Щутгарт. Член е на Съюза на немските писатели.
Умира през 2010 г. на 76-годишна възраст.

## Награди и отличия
- 1969: „Награда Георг Макензен“
- 2000: Literaturpreis der Stadt Stuttgart